# Trofie

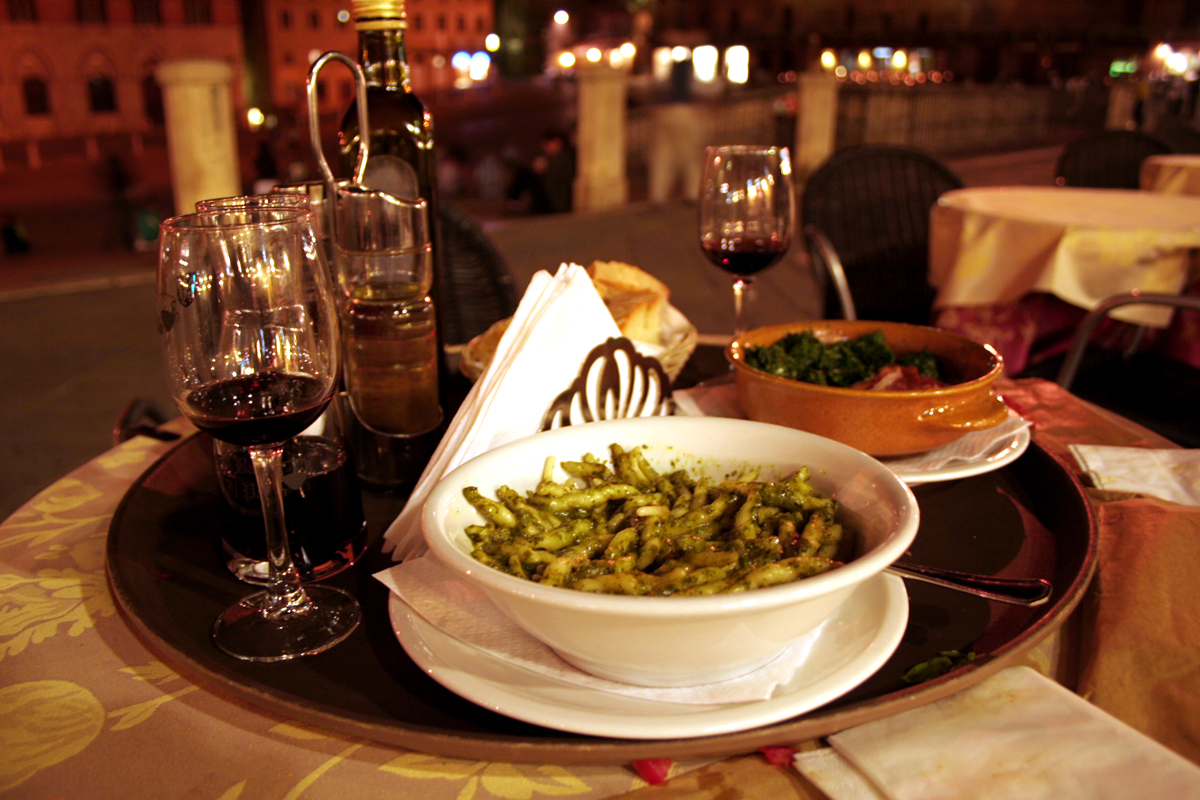
Trofiette al pesto.

El trofie (o trofiette) es un tipo de pasta típica de la gastronomía de Liguria, que se considera autóctona de la zona de Camogli y Bogliasco, en la provincia de Génova, caracterizada por su peculiar forma rizada. Ésta, junto con su tamaño, más bien pequeño, son factores importantes por sus cualidades organolépticas.
El nombre puede derivar del ligur strufuggiâ, es decir ‘frotar’, por el movimiento necesario para amasarlos a mano. Su traducción literal es ‘ñoqui’, aunque se trata de pastas de forma y textura en boca muy diferentes: la primera alargada y delgada, el segundo rechoncho y grueso.
Es una especialidad típica de muchos municipios del Tigulli. En Sori se celebra desde 1985 una fiesta especial, organizada por la asociación Pro Loco Sori, el Gruppo Festeggiamenti 15 agosto y una fábrica de pasta local.
El plato se sazona, casi exclusivamente en la versión local, con pesto, una típica salsa ligur confeccionada con albahaca genovesa. Una variante (usada también en otros tipos de pasta con pesto) añada patatas y las judías verdes hervidas.
Existe un tipo hecho con la harina de castaña, que se llama trofie bastarda y cuyo sabor es más dulce que el del trofie normal o bianco (‘blanco’). También pueden mezclarse trofie blancos y trofie de castaña para dar un sabor delicado al plato.Actualmente existen también otras variantes de trofie, por ejemplo con tinta de calamar (al nero di seppia). Sin embargo, la receta original sigue siendo la del trofie de Recco o blanco.
En el pasado, las mujeres ligures solían preparar los trofie en casa (cua bicelä, ‘con los puños’), pero en la actualidad esta costumbre no está muy extendida por la existencia de negocios de pasta fresca, de forma que el plato se elabora industrialmente (a máquina).